# Mommolino di Noyon
Mommolino di Noyon, in lingua francese Mommelin de Noyon (Coutances, VII secolo – Noyon, 16 ottobre 685 o 686), fu un abate franco che divenne vescovo ed è venerato come santo.

## Biografia
Come Sant'Omero, Sant'Ebertramme e San Bertino, era originario della zona di Coutances. Egli entrò presto (verso il 614) come monaco nell'Abbazia di Luxeuil. Clotario II, che intratteneva strette relazioni con Luxeuil, lo fece venire a corte, affidandogli la custodia dello sigillo regale. Qui Mommolino strinse amicizia con Eligio di Noyon. Alla morte del re, avvenuta nel 629 a Luxeuil, egli aiutò il suo compatriota sant'Omero, divenuto vescovo di Thérouanne, ad evangelizzare i Morini, un popolo celtico stabilitosi nella zona di Boulogne.
Nel 638, avendo fondato insieme ai due compagni, san Bertino e Sant'Ebertramme, l'abbazia di San Bertino, fu prescelto come primo abate, carica che tenne fino al 660, quando alla morte di sant'Eligio venne chiamato a succedergli sulla cattedra episcopale di Noyon e Tornai. Egli continuò l'opera del suo predecessore, le cui reliquie egli fece traslare a Noyon.
Morì a Noyon il 16 ottobre 685 (o 686) e fu inumato nella chiesa conventuale di San Giorgio che, più tardi, venne dedicata a Santa Godeberta.

## Culto ed iconografia
San Mommolino di Noyon viene invocato per la cura della balbuzie e del mutismo, così come per i bambini che tardano a cominciare a parlare. Viene rappresentato con abiti vescovili, bastone pastorale e talvolta con un bambino ai suoi piedi.
Le sue reliquie si trovano nella chiesa di Saint-Momelin, dipartimento del Nord.